# Joseph Wright
Joseph Wright (Derby, 3 de septiembre de 1734-ibídem, 29 de agosto de 1797), conocido como Wright of Derby («Wright de Derby»), fue un pintor inglés famoso por sus pinturas de paisajes y sus retratos. Ha sido considerado el «primer pintor profesional que expresó el espíritu de la Revolución industrial».

## Vida
Nació en Irongate, Derby y era hijo de un abogado que sería más tarde secretario de la ciudad. Para convertirse en pintor viajó a Londres en 1751 para estudiar durante dos años bajo la tutela de Thomas Hudson, maestro de pintores como Joshua Reynolds. Tras realizar varios retratos en Derby consiguió un empleo durante quince meses trabajando para su antiguo maestro. Más tarde se instaló en Derby. Adquirió fama como retratista y por la producción de cuadros con fuertes claroscuros bajo condiciones de luz artificial que dotaban a sus obras de un estilo propio y fácilmente identificable.
Se casó en 1773, y a finales de ese año visitó Italia, donde permaneció hasta 1775. Estando en Nápoles fue testigo de una erupción del monte Vesubio, que fue el tema de muchas pinturas posteriores. A su regreso de Italia se estableció en Bath como retratista; pero ante la falta de estímulos regresó a Derby, donde pasó el resto de su vida.
Con frecuencia contribuyó a las exposiciones de la Sociedad de Artistas, y a las de la Royal Academy, de la que fue elegido asociado en 1781 y miembro de pleno derecho en 1784. No obstante, declinó este segundo honor debido a un desaire que creyó haber recibido, y rompió relaciones oficiales con la Academia, aunque siguió contribuyendo a las exposiciones desde 1783 hasta 1794.

## Obras

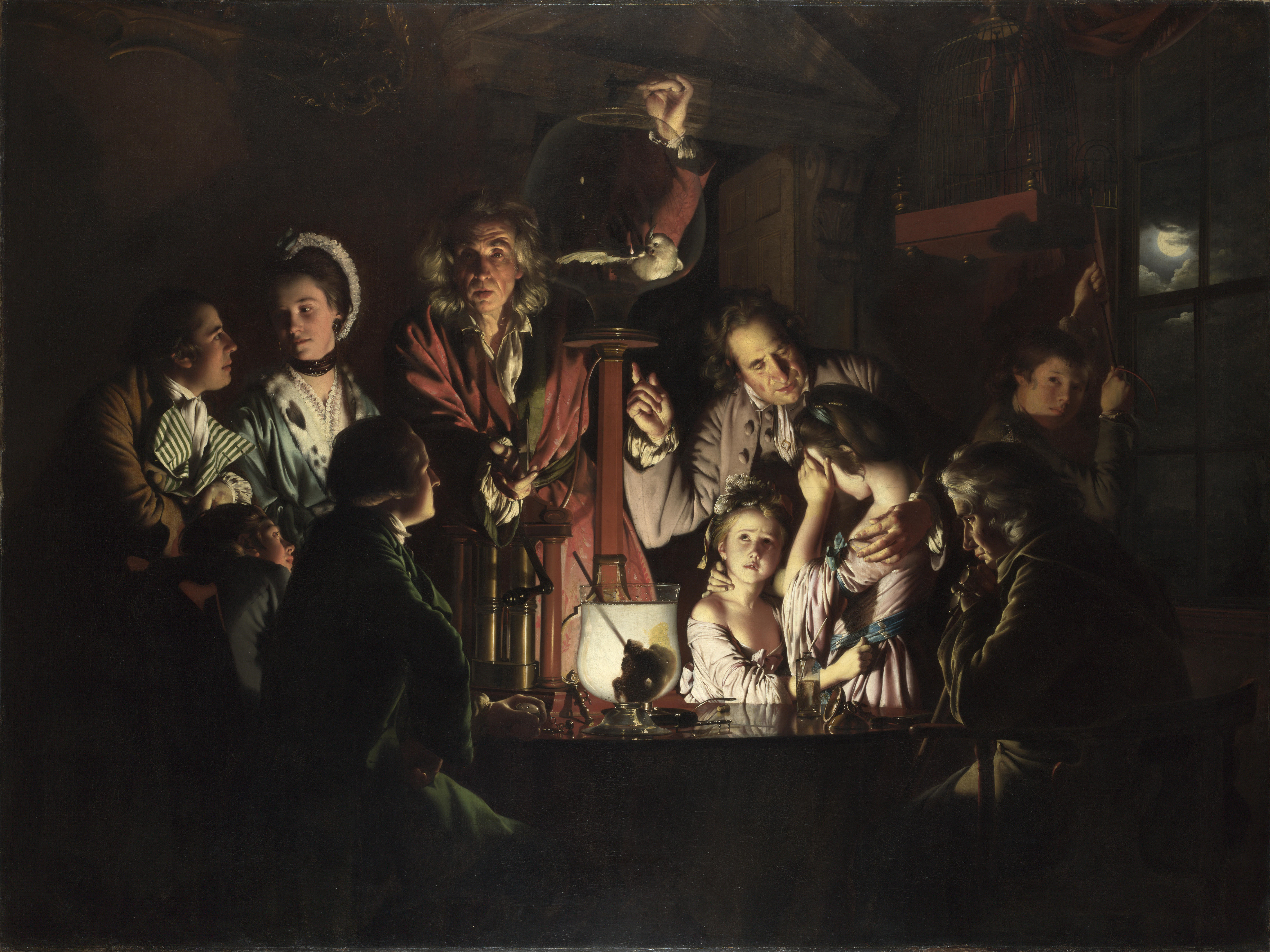
Experimento con un pájaro en una bomba de aire, Joseph Wright, 1768 (Tate Gallery de Londres).

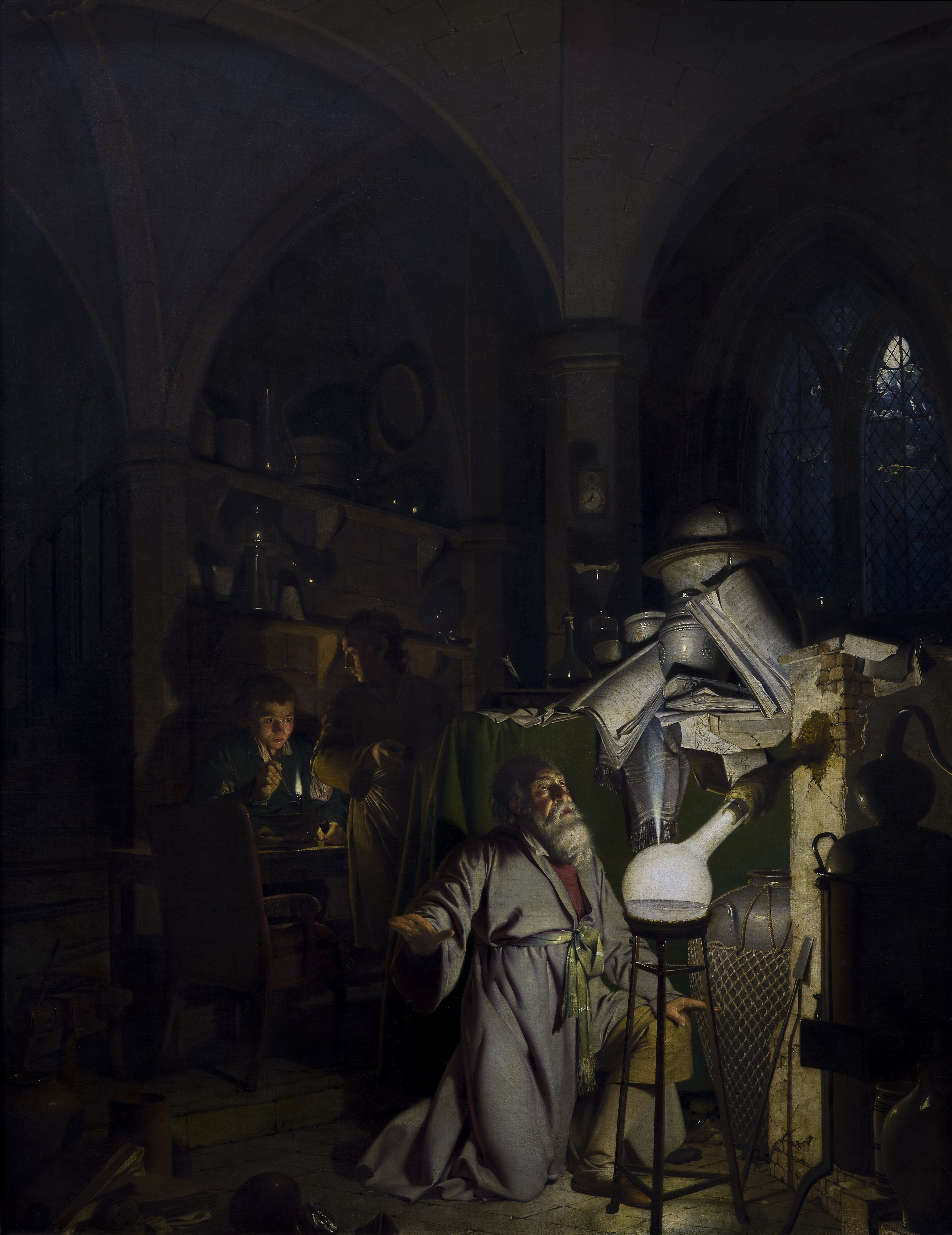
El alquimista en busca de la piedra filosofal, Joseph Wright, 1771 (Museo de Derby).

Los retratos de Wright son en muchos casos deficientes desde el punto de vista del dibujo y sin gran calidad en el trato de los colores de la piel y facciones que resultan demasiado duras en ocasiones. 
Sus mejores trabajos resaltan en su manejo de la luz artificial, siendo ejemplos excelentes de ello Tres caballeros observando el gladiador (Three Gentlemen observing the 'Gladiator', 1765), Un filósofo da una lección sobre el planetario de mesa (A Philosopher Lecturing on the Orrery, 1766), propiedad de la ciudad de Derby, y Experimento con un pájaro en una bomba de aire (An Experiment on a Bird in the Air Pump) (1768), exhibido en la National Gallery. Su Viejo hombre y la muerte (Old Man and Death) (1774) resulta también una obra impactante del mismo estilo. 
Joseph Wright de Derby pintó también Dovedale by Moonlight (Dovedale a la luz de la luna), captando el paisaje rural nocturno con luna llena. Cuelga en el Museo de Bellas Artes de Houston. La pieza que forma pareja con ella, Dovedale by Sunlight (Dovedale a la luz del sol, hacia 1784-1785) capta los colores de la noche. En otro Moonlight Landscape (Paisaje a la luz de la luna), en el Museo de Arte John and Mable Ringling, Sarasota Florida, igualmente dramática, la luna está oscurecida por un puente de arcos sobre el agua, pero ilumina la escena, haciendo que el agua brilla en contraste con el paisaje oscuro. Otra imagen memorable proviene de su gira por el Lake District: Rydal Waterfall (Catarata de Rydal) de 1795.

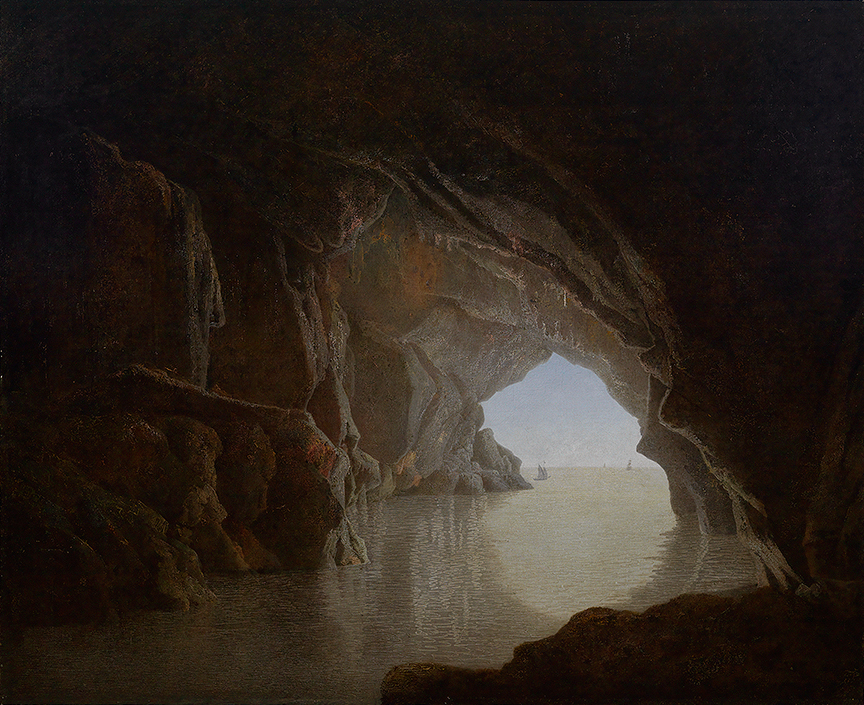
Cave at evening (Caverna por la tarde), de Joseph Wright, 1774, Smith College Museum of Art, Northampton, Massachusetts

Cave at evening (Caverna por la tarde) está pintada con el mismo claroscuro dramático por el que Joseph Wright destaca. La pintura fue ejecutada durante 1774, mientras estaba en Italia.
Wright tenía amplios contactos con los nuevos empresarios industriales de las Midlands; dos de sus patrones principales fueron Josiah Wedgwood y Richard Arkwright (alfarería y algodón, respectivamente). Uno de sus estudiantes, William Tate fue tío del excéntrico caballero tunelador Joseph Williamson. También estuvo relacionado con Erasmus Darwin y otros miembros de la Sociedad Lunar. Los temas de sus pinturas podían ser abiertamente científicos, como en las anteriormente mencionadas, "Orrery" y "Experimento con un pájaro," o industriales, como en sus pinturas The Forge (La forja) y A Blacksmith's Shop (Una herrería).

## Memoriales
El lugar de nacimiento de Wright en el número 28 de Irongate, Derby está señalado con una representación de un planetario de mesa sobre el cercano pavimento.

## Galería

Retratos
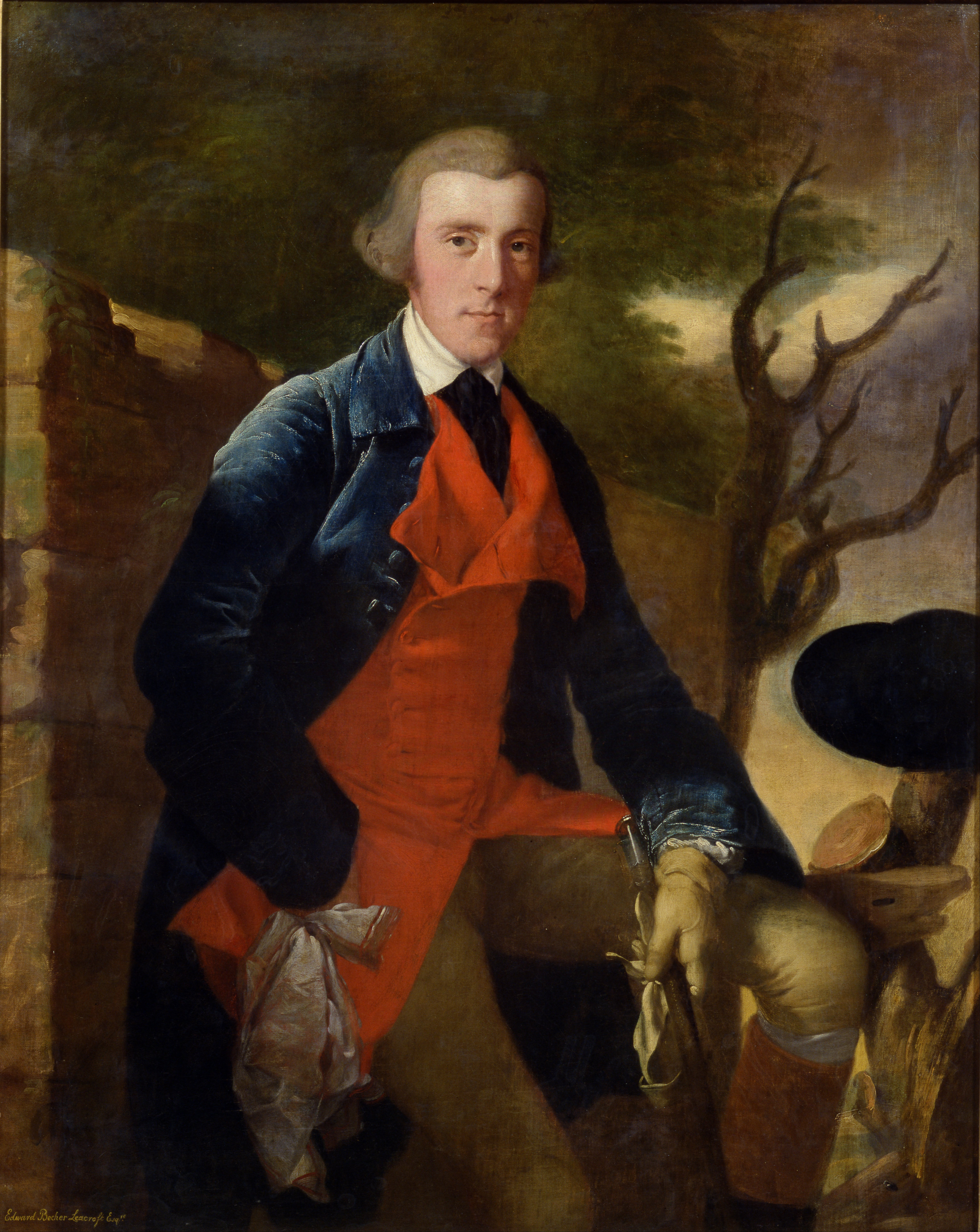
Edward Becher Leacroft de Wirksworth,  1763
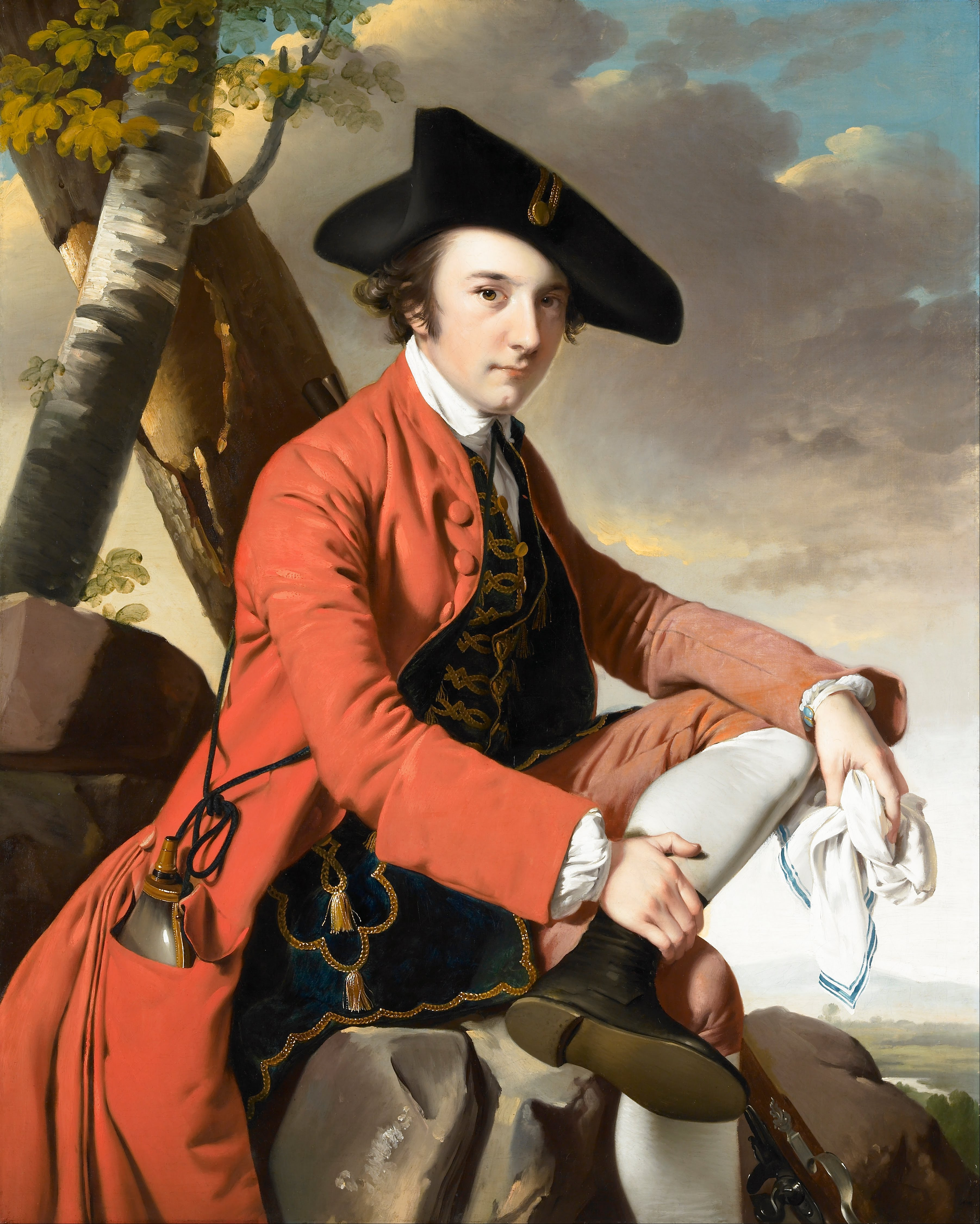
Fleetwood Hesketh,  1769
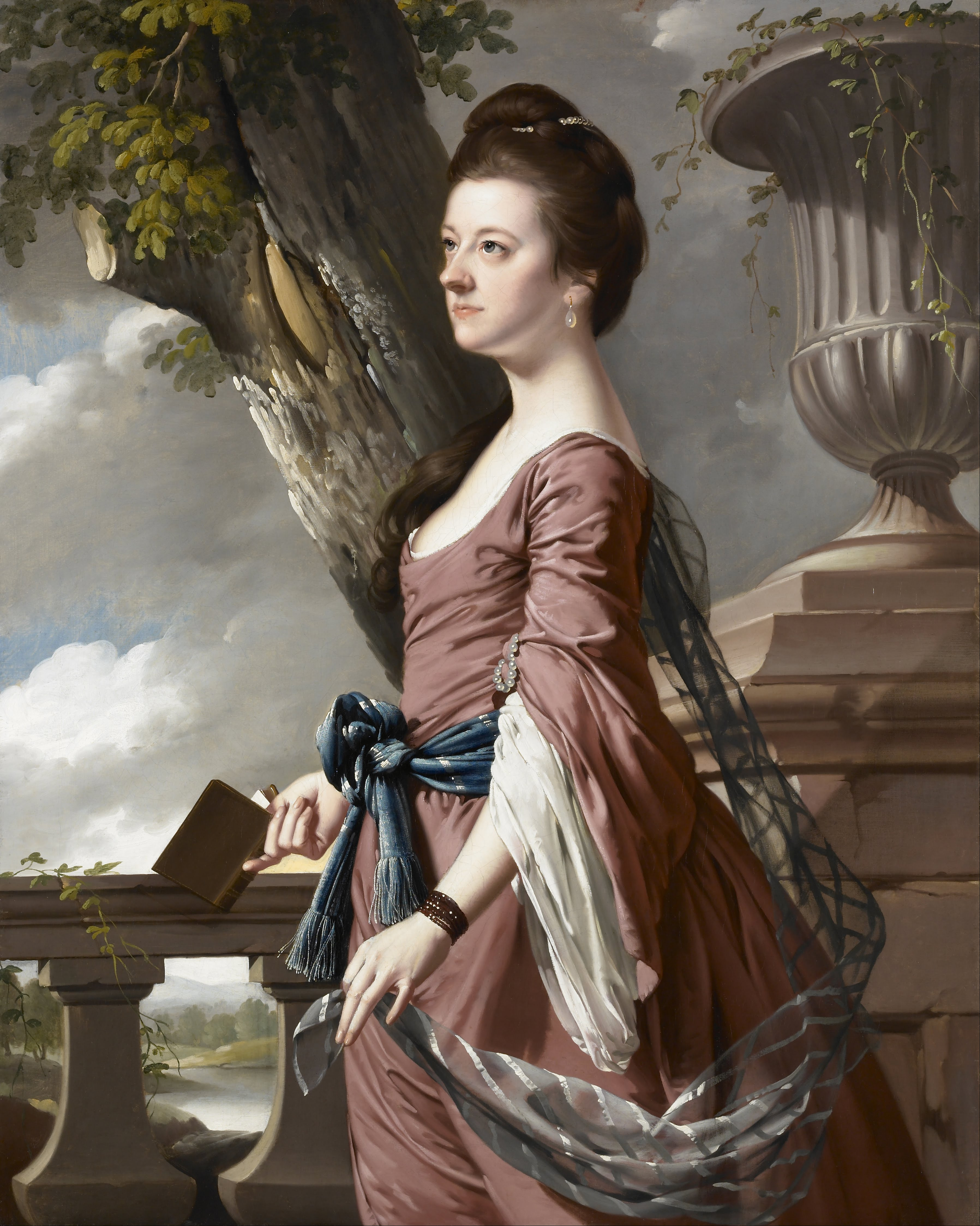
Mrs. Frances Hesketh,  1769
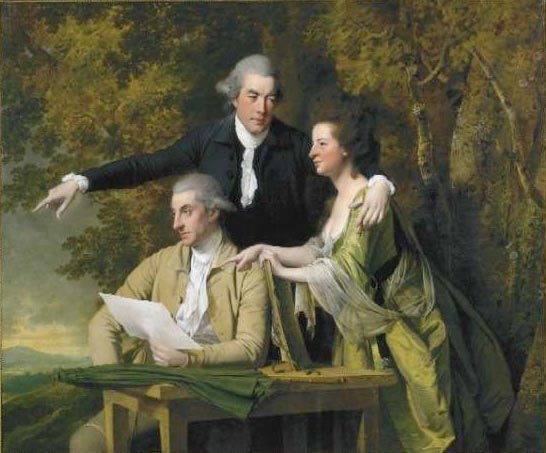
D'Ewes Coke, su esposa, Hannah y su primo Daniel Coke, c. 1782
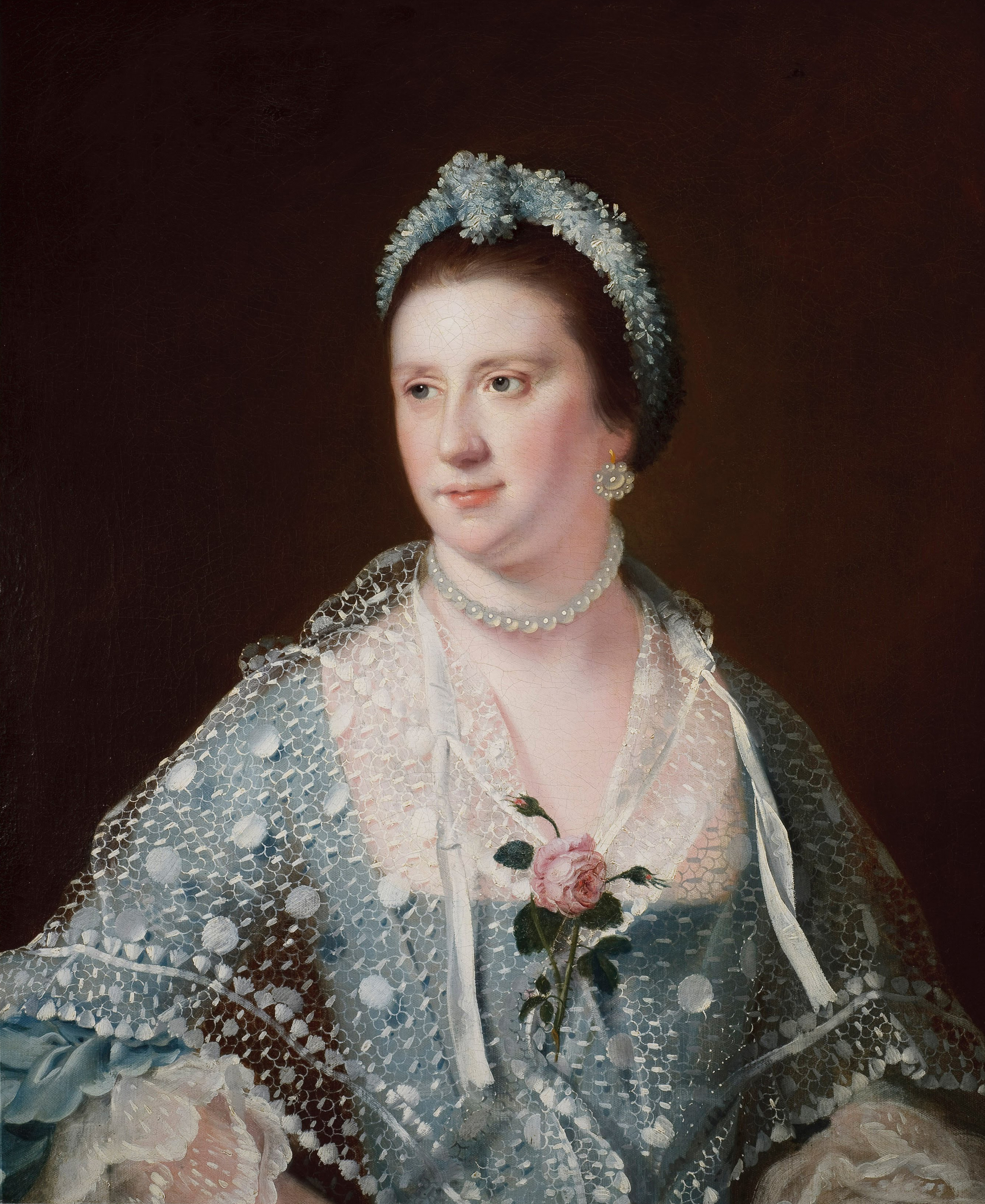
Retrato de Mrs Boyle

Paisajes
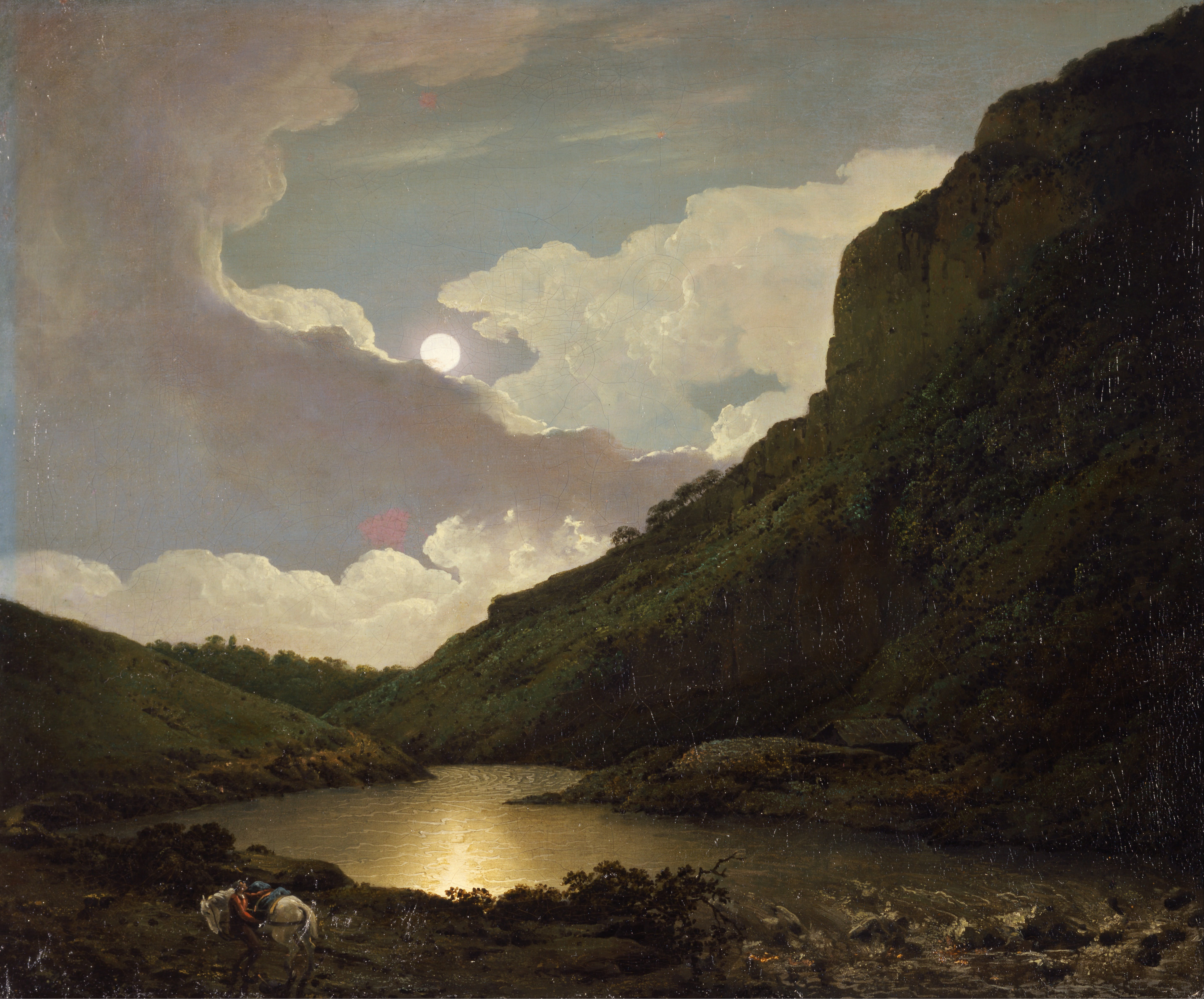
Matlock Tor a la luz de la Luna
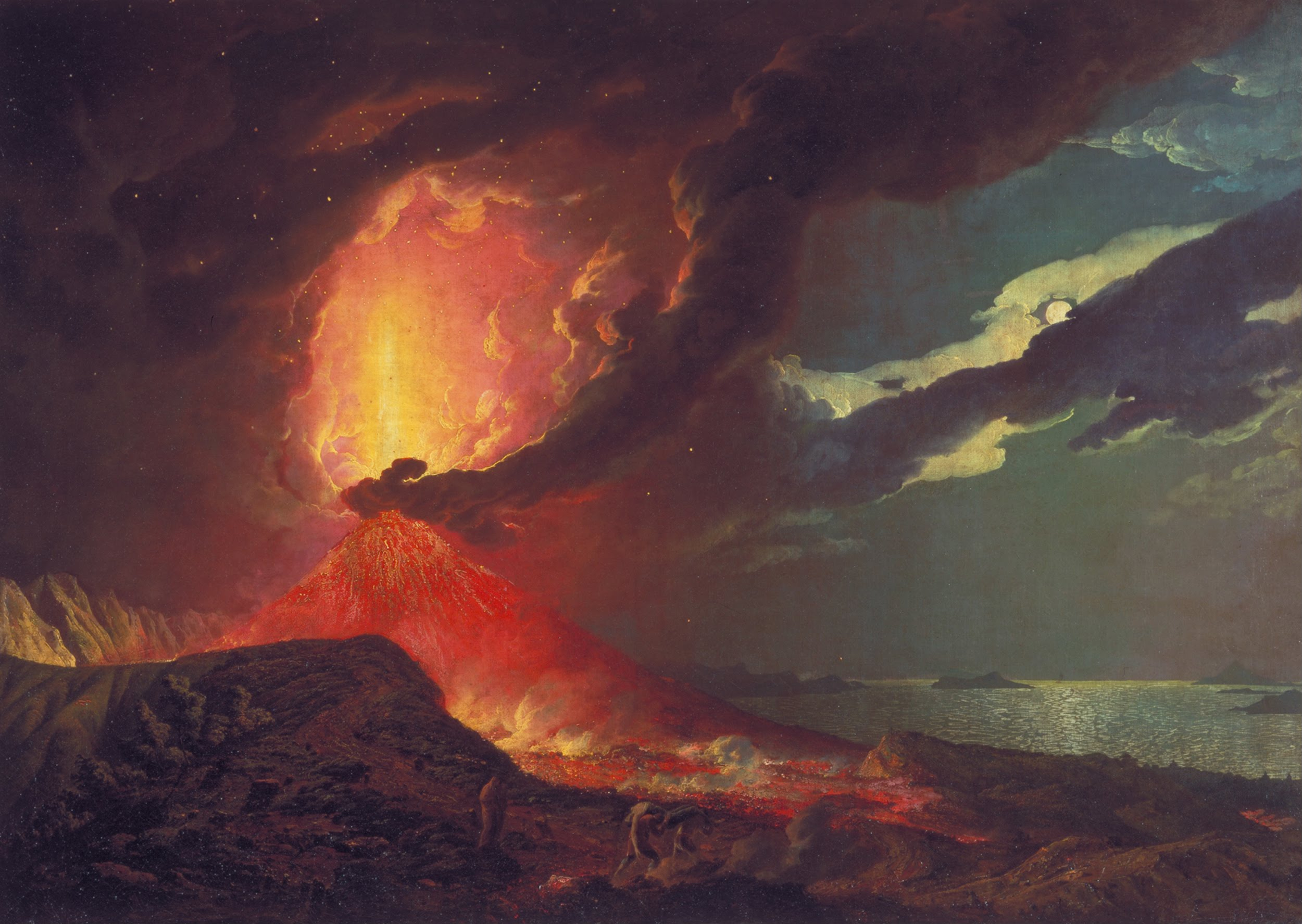
El Vesubio en erupción, con una vista de las islas de la bahía de Nápoles, 1776
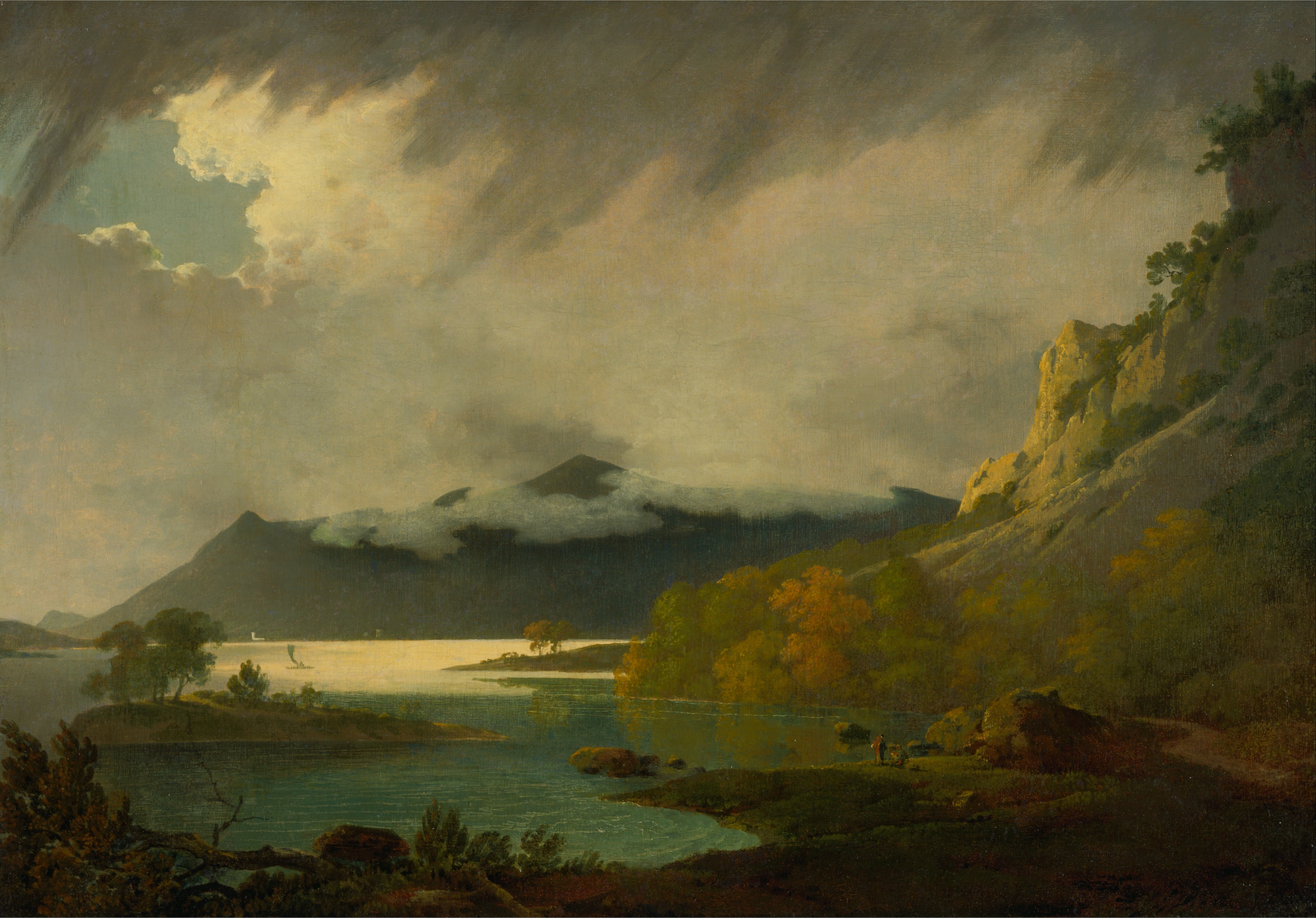
Derwent Water, con el Skiddaw al fondo.
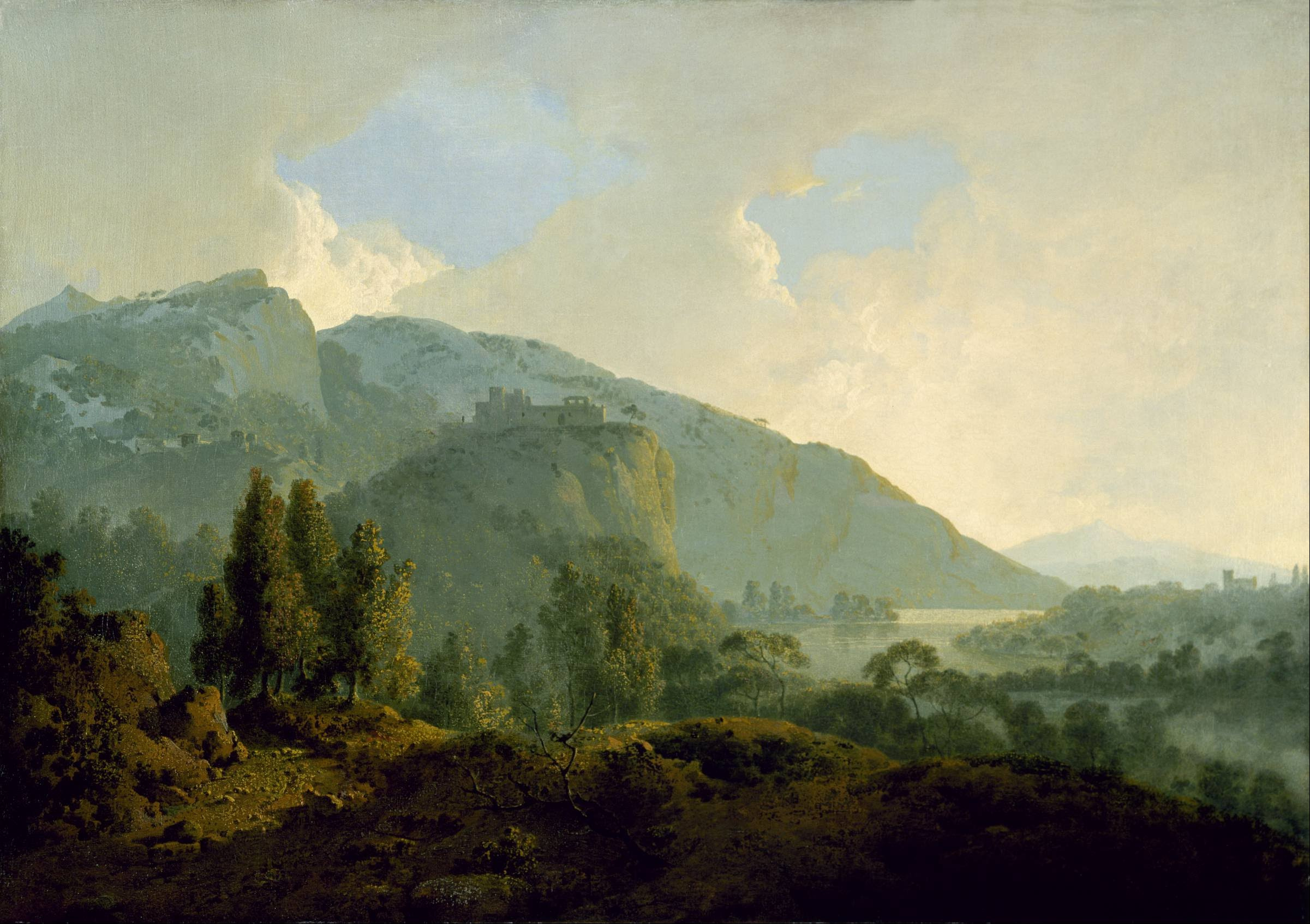
Paisaje italiano con montañas y un río.